# Parafia św. Rozalii w Podszklach
Parafia św. Rozalii w Podszklu – rzymskokatolicka parafia terytorialnie i administracyjnie należąca do dekanatu Jabłonka archidiecezji krakowskiej.
Miejscowość leży w historycznym regionie Orawy, które od średniowiecza podlegało Królestwu Węgier i tamtejszej strukturze kościelnej. Parafia została erygowana w 1803 na terenie diecezji spiskiej. W 1920 do Polski przyłączono część Orawy z 9 parafiami, które podporządkowano następnie diecezji krakowskiej (od 1925 archidiecezji).